# ABC. Adriatyk, Bałtyk, Morze Czarne
ABC. Adriatyk, Bałtyk, Morze Czarne – pismo redagowane i wydawane w Polsce w latach 1984–1989, poświęcone problematyce narodów i państw między Adriatykiem, Bałtykiem i Morzem Czarnym. W skład redakcji wchodzili Bronisław Komorowski, Andrzej Krawczyk, Waldemar Maj oraz Marcin Nawrot. 
Bronisław Komorowski (ps. Piotr Maszkański, Tadeusz Orawski, Zetka) koncentrował się na problematyce polsko-litewskiej, Andrzej Krawczyk (ps. A.K., Zbigniew Markowski, Z.M., Andrzej Wiślicki, A.W., Stanisław Wolański) – na tematyce czeskiej, Waldemar Maj (ps. MDJ) – na tematyce węgierskiej i Marcin Nawrot (ps. Jan Sas, J.S.) – na tematyce polsko-ukraińskiej. 
Z redakcją współpracowali: Jacek Borkowicz (ps. Zbigniew Arnhold), Mirosław Czech (ps. Roman Podebski), Urszula Doroszewska (ps. Hieronim Rogowski), Krzysztof Kopczyński (ps. Antonina Sroczyńska, A.S.), Maria Korniłowicz (ps. ANO-NIM), Andrzej Paweł Kumor (ps. Azja Tuhajbejowicz), Jerzy Łojek, Stanisław Plewako (ps. prosk.), Jerzy Wysocki, Antoni Zambrowski (A.Z.). Stałym współpracownikiem na Zachodzie był Tadeusz Kadenacy. 
Pismo było wydawane w Lublinie, początkowo przez organizację Niepodległość, a następnie przez lubelski oddział LDP „N”. Redakcja była niezależna. Ukazało się 8 numerów o objętości 80–140 stron, w formacie A5, drukowanych techniką sitodruku w nakładzie ok. 1 tysiąca egzemplarzy. Pismo było kolportowane na terenie całego kraju. Ponadto w ramach Biblioteki ABC wydana została książka Zbigniewa Markowskiego (Andrzej Krawczyk) pt. Od realizmu do zwątpienia. Pięć szkiców z najnowszej historii Czechosłowacji.
Publikowano artykuły dotyczące współczesnej myśli politycznej, najnowszej historii państw i narodów Europy Środkowej i Wschodniej oraz bieżącej sytuacji tamże, wywiady, polemiki, dokumenty, recenzje, komentarze; informowano o działalności dysydentów i ruchów opozycyjnych w poszczególnych krajach. Poruszano m.in. tematy: O liście Aleksandra Sołżenicyna do przywódców Związku Radzieckiego A. Sacharowa, Rosyjski „kompleks Polski” i obszar ULB J. Mieroszewskiego, niezrealizowane federacje polsko-czechosłowacka i bałkańska (nr 1); religie w Związku Radzieckim, ruchy pokojowe w Europie Środkowej i Wschodniej (nr 2); węgierski niezależny ruch wydawniczy, litewski ruch narodowo-religijny (nr 3); Opór na Ukrainie po drugiej wojnie światowej Myrosława Prokopa, Rosjanie o narodzie rosyjskim, Polska-Czechosłowacja (nr 4); Idea federacyjna J. Piłsudskiego J. Łojka, Idea jagiellońska ks. W. Bukowińskiego, problematyka litewska (nr 5); problematyka rumuńska i ukraińska, Karta 77 (nr 6); problematyka polsko-rosyjska i polsko-ukraińska (nr 7); Wobec gwałtownych przemian w Europie Środkowej i Wschodniej (nr 8).